# J.I.
『J.I.』（ジェイ・アイ）は、1983年9月1日にEXPRESSよりリリースされた稲垣潤一の3枚目のスタジオ・アルバム。

## 解説
『Shylights』に続く7か月ぶりのアルバム。
シングル「エスケイプ」「夏のクラクション」収録。

## ボーナス・トラック
2002年再発盤はボーナス・トラック「一人のままで～There's No Shoulder～（Remake Version）」（1995年発売ベスト『Revelation』初回盤同梱シングルに収録）を収録。

## 収録曲
全編曲：井上鑑（6以外）
1. MARIA
  - 作詞：売野雅勇　作曲：林哲司
2. 夏の行方
  - 作詞：秋元康　作曲：松尾一彦
  - 6thシングル「ロング・バージョン」のカップリング曲。
3. 夏のクラクション
  - 作詞：売野雅勇　作曲：筒美京平
  - 5thシングル。
4. 男と女
  - 作詞：秋元康　作曲：筒美京平
  - 4thシングル「エスケイプ」のカップリング曲。
5. Everyday's Valentine ～思い焦がれて～
  - 作詞：湯川れい子　作曲：安部恭弘
6. 蒼い雨
  - 作詞：秋元康　作曲：松尾一彦　編曲：松尾一彦・清水仁・大間仁世
7. 言い出せなくて
  - 作詞：秋元康　作曲：林哲司
8. 一人のままで～There's No Shoulder～
  - 作詞：湯川れい子　作曲：松尾一彦
  - マーティ・バリンのカバー、松尾一彦によるセルフカバーあり（詳細後述）。
9. エスケイプ
  - 作詞：井上鑑　作曲：筒美京平
  - 4thシングル。
10. 生まれる前にあなたと・・・
  - 作詞：さがらよしあき　作曲：井上鑑
11. 一人のままで～There's No Shoulder～ (Remake Version)
  - 作詞：湯川れい子　作曲：松尾一彦　プロデュース：稲垣潤一
  - ※2002年の再発盤のみに収録。

## カバー
一人のままで～There's No Shoulder～
- マーティ・バリン（1983年）「There's No Shoulder～一人のままで～」 [注 1]
- 松尾一彦（1990年）『Breath』（セルフカバー。2007年のシングルで再度セルフカバー） [注 1]

## 参加ミュージシャン
- Keyboards：井上鑑
- Electric Guitar：今剛
- Drums：山木秀夫、林立夫
- Bass：岡沢茂、高水健司
- Percussion：浜口茂外也
- Rhodes：山田秀俊（#5,#8）
- Chorus：稲垣潤一、安部恭弘、山田秀俊、EVE
- Chorus arrange：山田秀俊、重実博
- Synthesizer Program：浦田恵司、松武秀樹

Super Session（#6）
- Bass：清水仁
- Guitars&Chorus：松尾一彦
- Drums：大間仁世
- Keyboards：嶋田陽一